# Glory Alozie
Glory Alozie Oluchi (Amator, Abia, Nigéria, 30 de dezembro de 1977) é uma antiga atleta espanhola, de origem nigeriana, que corria em provas de velocidade pura e, principalmente, em corridas de barreiras altas. Enquanto representante da Nigéria, foi duas vezes campeã africana e é ainda detentora dos recordes africano e da Commonwealth. Nesse período, conquistou a medalha de prata nos 100 metros com barreiras dos Jogos Olímpicos de 2000, disputados em Sydney.
O segundo lugar nos Campeonatos Mundiais de Juniores de 1996 abriu-lhe a porta para uma carreira internacional de sucesso que se prolongaria até 2009.
No dia 6 de julho de 2001 tornou-se oficialmente cidadã espanhola.